# Múscul infrahioidal

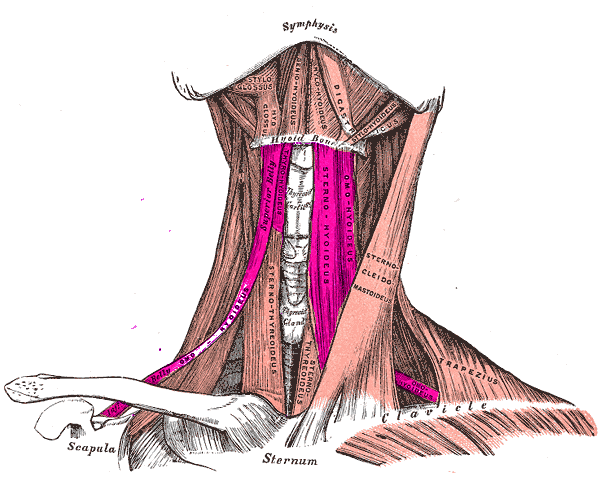
Visió frontal del músculs del coll destacant en vermell els músculs infrahioidals. L'os hioide és la línia blanca horitzontal de la part de dalt.

Els músculs infrahioidals estan per sota del nivell de l'os hioide i actuen principalment per fer descendir la laringe.
És un grup muscular que comprèn 4 músculs:
- Múscul esternotiroidal
- Múscul esternohioidal (Múscul esternoclidohioidal)[1][nota 1]
- Múscul tirohioidal
- Múscul omohioidal

Són depressors laringis extrínsecs i la seva funció és antagònica a la del grup dels músculs suprahioidals, ja que actuen abaixant la laringe dins del coll. Els músculs infrahioidals també abaixen la laringe durant la producció de sons vocals greus. El fet d'abaixar la laringe millora la ressonància d'aquesta part del trajecte vocal pel que fa als tons greus, ja que augmenta la longitud de les cordes vocals.